# Sony α6400
Sony α6400 (модель ILCE-6400) цифровой беззеркальный фотоаппарат, представленный компанией Sony 15 января 2019 года.
Это беззеркальная камера со сменным объективом формата APS-C (MILC), средней ценовой категории и выступающая в качестве обновления модели α6300. Sony позиционирует её как блогерскую из-за перевернутого экрана

## Обзор
Камера α6400 оснащена тем же 24-мегапиксельным сенсором, что и в модели α6500.
В α6500 есть стабилизатор изображения и больший буфер, но в большинстве других аспектов α6400 — это более продвинутая камера. Это в значительной степени связано с его вычислительной мощностью и обновленным автофокусом.
В своем анонсе Sony α6400 рекламируется как «самый быстрый в мире автофокус» с задержкой 0,02 секунды и непрерывной съемкой 11 кадров в секунду с непрерывной автофокусировкой и 8 кадров в секунду с бесшумным затвором. Его рекомендованная розничная цена составляет $889 боди и $998 и кит набор с 16-50/3.5-5.6.
В Sony α6400 обновили приложение для обмена фотографиями и внедрили улучшенный тайм лапс.
Для видеографов в α6400 сняли 30-минутное ограничение записи. Это ограничение является искусственным, которое устанавливается на многих камерах, чтобы избежать дополнительного налогообложения.
Α6400 стала более устойчивой к перегреву.
Прошивка 2.0 была выпущена 13 июня 2019 года, появилось слежение автофокуса по глазам животных, возможность использования беспроводного пульта дистанционного управления commander RMT-P1BT.

## Особенности
- 24,2-мегапиксельный КМОП-сенсор Exmor
- 425-точечный фазовый детектор AF
- Автофокусировка по глазам в реальном времени
- 35-миллиметровый формат, запись видео 4K с полным считыванием матрицы
- Сенсорный экран LCD (2,95 дюйма) с функцией наклона вверх на 180 градусов
- (0.39-дюймовый) электронный видоискатель
- 1200-зонный оценочный световой дозатор
- Встроенный NFC и Bluetooth
- LED-автофокусный осветитель
- Один слот для карт памяти (совместимый с UHS-1)
- Электронный затвор для бесшумной съемки
- Интервал съемки (покадровой)

## Прием общественности
После анонса появилось множество обзоров блогеров на сервисе YouTube и других социальных сетях. Общее мнение, Сони действует в правильном направлении, но камера вышла достаточно спорной, для общей аудитории.

## Примечание
1. ↑  Sony Announces the a6400 and Loads of Full-Frame Firmware Updates (англ.). News Ledge (15 января 2019). Дата обращения: 17 января 2019. Архивировано 23 декабря 2020 года.
2. ↑  Sony α6400 E-mount camera with APS-C Sensor (англ.). Sony. Дата обращения: 17 января 2019. Архивировано 23 декабря 2020 года.
3. ↑  Sony’s a6400 mirrorless camera comes with a selfie screen for budding YouTube stars. The Verge (15 января 2019). Дата обращения: 17 января 2019. Архивировано 16 января 2019 года.
4. ↑  Sony crams its best camera tech into the new $900 A6400. Digital Trends[англ.]. Дата обращения: 17 января 2019. Архивировано 23 декабря 2020 года.
5. ↑  Sony is replacing its awful camera photo transfer app (англ.). Engadget. Дата обращения: 17 января 2019. Архивировано 16 января 2019 года.
6. ↑  DPReview, Sony a6400 First Impressions, Архивировано 23 декабря 2020, Дата обращения: 17 января 2019 Источник. Дата обращения: 16 марта 2020. Архивировано 23 декабря 2020 года.
7. ↑  B&H Photo Video, Sony a6400 Mirrorless Camera | First Look, Архивировано 23 декабря 2020, Дата обращения: 17 января 2019 Источник. Дата обращения: 16 марта 2020. Архивировано 23 декабря 2020 года.
8. ↑  Tony & Chelsea Northrup, Sony a6400 Quick Review + GIVEAWAY: Best entry-level camera!, Архивировано 23 декабря 2020, Дата обращения: 17 января 2019 Источник. Дата обращения: 16 марта 2020. Архивировано 23 декабря 2020 года.
9. ↑  iJustine, NEW Sony a6400 with FLIP SCREEN Review!, Архивировано 23 декабря 2020, Дата обращения: 17 января 2019 Источник. Дата обращения: 16 марта 2020. Архивировано 23 декабря 2020 года.